# Toni Blankenheim
Pour les articles homonymes, voir Blankenheim.
Toni Blankenheim né le 12 décembre 1921 à Cologne, mort le 11 décembre 2012 à Hambourg, est un chanteur d'opéra baryton allemand.

## Carrière
Il fait des études musicales au conservatoire de Cologne puis débute en 1945 à l'Opéra de Francfort où il reste jusqu'en 1950 avant d'intégrer la troupe de l'Opéra de Hambourg. Après s'être distingué au Festival de Bayreuth dans les rôles de Beckmesser (Die Meistersinger von Nürnberg), Donner (L'Or du Rhin), Klingsor (Parsifal), il se consacre au répertoire contemporain dont il crée de nombreuses œuvres en Allemagne tels The Rake's Progress (1951) de Stravinsky, Le Viol de Lucrèce (1953) de Britten, le Prince de Hombourg (1964) de Hans Werner Henze, Candide de Marius Constant (1971). Il s'est distingué dans le rôle-titre Wozzeck d'Alban Berg. Après avoir abandonné sa carrière de chanteur, il s'est investi dans la mise en scène d'opéra.

## Discographie sélective
- Lulu d'Alban Berg par l'Orchestre de l'Opéra de Paris dirigé par Pierre Boulez avec Teresa Stratas, Yvonne Minton, Toni Blankenheim (Schigolch), 1981.

## Source
- Alain Pâris Dictionnaire des interprètes Bouquins/Laffont 1989 p. 210